# Скавино, Дэн
Дэниел Скавино-младший (англ. Daniel Scavino Jr.; род. 1976, Нью-Йорк) — американский политический советник, работавший в администрации Трампа заместителем начальника штаба по коммуникациям Белого дома с 2020 по 2021 год и директором по социальным сетям с 2017 по 2021 год. Ранее Скавино был генеральным менеджером Trump National Golf Club Westchester и директором по социальным сетям президентской кампании Дональда Трампа 2016 года.

## Биография

### Ранняя жизнь и образование
Скавино родился в штате Нью-Йорк и имеет итальянское происхождение. Он вырос в Йорктаун-Хайтс, штат Нью-Йорк, в округе Уэстчестер. В 1992 году Скавино был выбран в качестве кэдди на гольф-вечеринке Трампа в загородном клубе Briar Hall (позже переименованном в Trump National Golf Club Westchester). В 1998 году он окончил Государственный университет Нью-Йорка в Платтсбурге со степенью бакалавра искусств.

### Карьера

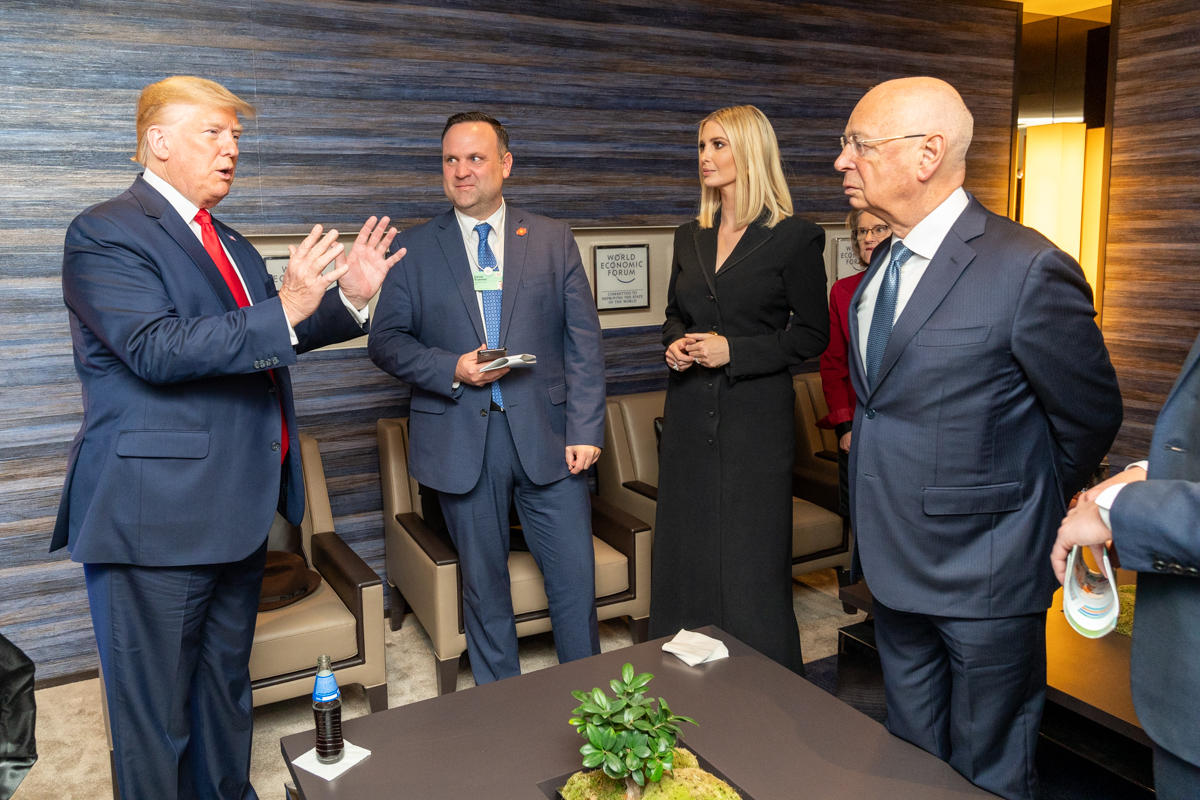
Дональд Трамп, Скавино (второй слева), Иванка Трамп и исполнительный председатель Всемирного экономического форума Клаус Шваб встречаются в Давосе, Швейцария, в 2020 году

Скавино несколько лет проработал в отделе продаж Coca-Cola и фармацевтическим представителем в Galderma, прежде чем стать помощником менеджера в 2004 году, а затем генеральным менеджером в 2008 году Trump National Golf Club Westchester.

#### Президентская кампания Трампа
Скавино участвовал в президентской кампании Дональда Трампа с момента её начала в июне 2015 года. В феврале 2016 года Трамп назначил Скавино директором кампании по социальным сетям.
22 декабря 2016 года Скавино был назначен директором социальных сетей Белого дома при президенте Дональде Трампе. В апреле 2017 года Скавино был обвинен в нарушении Закона Хэтча 1939 года (который запрещает сотрудникам исполнительной власти участвовать в избирательных мероприятиях) после того, как Скавино в своем личном аккаунте в Twitter призвал к поражению конгрессмена Джастина Амаша. Скавино был самым долгоработающим помощником в администрации Трампа. Он оставался директором по социальным сетям до конца президентского срока Трампа.
24 сентября 2021 года комитет Палаты представителей США, расследующий нападение на Капитолий 6 января 2021 года, вызвал Скавино в суд для дачи показаний, а он потребовав привилегии исполнительной власти уклонился от следователей. 6 апреля 2022 года Палата проголосовала за то, чтобы обвинить Скавино и Питера Наварро в неуважении к суду за отказ давать показания перед комитетом, но Министерство юстиции заявило, что не будет преследовать Скавино в судебном порядке. В 2023 году федеральный судья заявил, что Скавино должен подчиниться повестке большого жюри по расследованию Джека Смита, после чего Скавино поговорил со следователями из команды Смита.
13 ноября 2024 года Трамп объявил, что Скавино вернётся в качестве заместителя начальника штаба на свой второй срок.